# Máximo solar

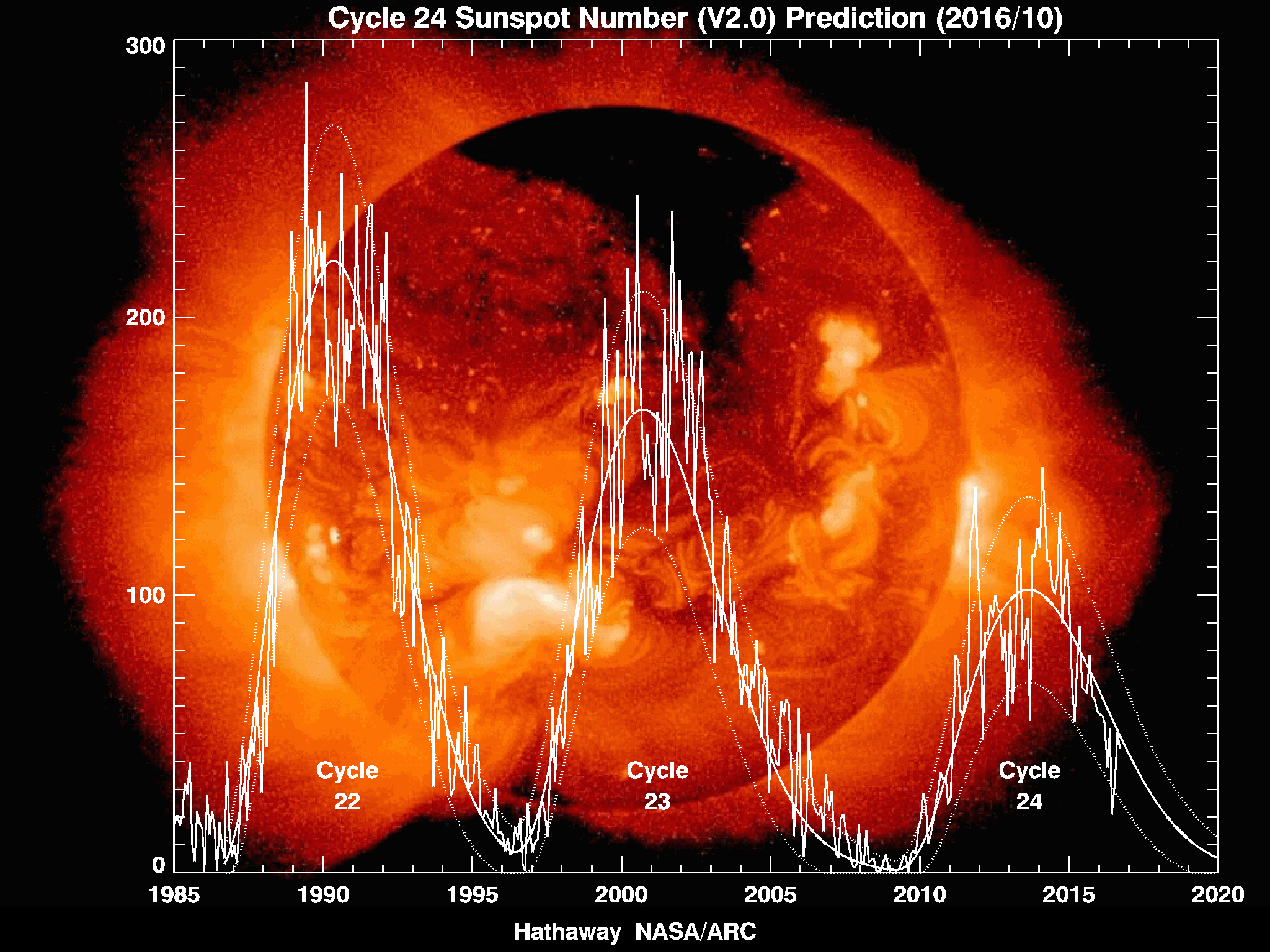
Uma previsão para as manchas solares do ciclo solar 24 (2008-2020) dá um número máximo de manchas solares suavizado de cerca de 66 no verão de 2013. As observações atuais fazem deste o menor ciclo de manchas solares desde que os registros começaram na década de 1750.

O máximo solar é o período regular de maior atividade solar durante o ciclo solar de 11 anos do Sol. Durante o máximo solar, um grande número de manchas solares aparece e a produção de irradiância solar cresce cerca de 0.07%. Em média, o ciclo solar leva cerca de 11 anos para ir de um máximo solar a outro, com duração observada variando de 9 a 14 anos.

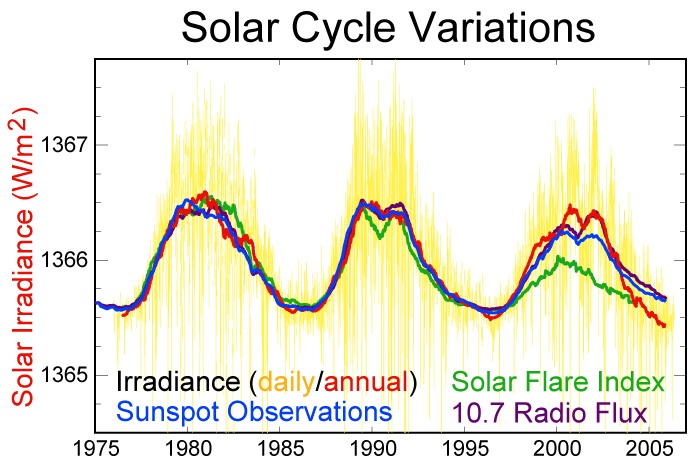
Três ciclos solares recentes

Grandes tempestades solares geralmente ocorrem durante o máximo solar. Por exemplo, o Evento Carrington, que ocorreu alguns meses antes do máximo solar do ciclo solar 10, foi a tempestade geomagnética mais intensa registrada na história e amplamente considerada como tendo sido causada por uma tempestade solar igualmente grande.

## Previsões
As previsões de tempo e força de um máximo futuro são muito difíceis; as previsões variam muito. Houve um máximo solar em 2000. Em 2006, a NASA inicialmente esperava um máximo solar em 2010 ou 2011, e pensou que poderia ser o mais forte desde 1958 no ciclo solar 19. No entanto, o máximo solar não foi declarado até 2014 e, mesmo assim, foi classificado entre os mais fracos já registrados.

## Grandes mínimos e máximos solares
Além do ciclo solar de aproximadamente 11 anos, a intensidade dos máximos solares pode variar de ciclo para ciclo. Quando vários ciclos solares exibem atividade maior que a média por décadas ou séculos, esse período é denominado "Grande máximo solar". Os ciclos solares ainda ocorrem durante esses grandes períodos solares máximos, mas a intensidade desses ciclos é maior. Da mesma forma, períodos prolongados em que o máximo solar é menor que a média são rotulados como "grandes mínimos solares". Alguns pesquisadores sugerem que os grandes máximos solares mostraram alguma correlação com as mudanças climáticas globais e regionais, embora outros contestem essa hipótese (por exemplo, consulte o Período Quente Medieval).
Após o advento da observação solar telescópica com as observações de Galileu Galilei em 1611, a intensidade dos máximos solares é tipicamente medida pela contagem de números e tamanho das manchas solares; para períodos anteriores a este, as proporções de isótopos em núcleos de gelo podem ser usadas para estimar a atividade solar. A tabela abaixo mostra as datas aproximadas de alguns dos mínimos solares propostos em tempos históricos.
| Evento            | Início    | Fim       |
| ----------------- | --------- | --------- |
| Mínimo de Homero  | 950 a.C.  | 800 a.C.  |
| Mínimo de Oort    | 1040 d.C. | 1080 d.C. |
| Máximo Medieval   | 1100      | 1250      |
| Mínimo de Wolf    | 1280      | 1350      |
| Mínimo de Spörer  | 1450      | 1550      |
| Mínimo de Maunder | 1645      | 1715      |
| Mínimo de Dalton  | 1790      | 1820      |
| Máximo Moderno    | 1933      | 2008      |
| Não especificado  | 2009      | presente  |

Uma lista proposta de grandes mínimos históricos da atividade solar inclui também grandes mínimos ca. 690 d.C., 360 a.C., 770 a.C., 1390 a.C., 2860 a.C., 3340 a.C., 3500 a.C., 3630 a.C., 3940 a.C., 4230 a.C., 4330 a.C., 5260 a.C., 5460 a.C., 5620 a.C., 5710 a.C., 5990 a.C., 6220 a.C., 6400 a.C., 7040 a.C., 7310 a.C., 7520 a.C., 8220 a.C., 9170 a.C.